# Vittoria Calma
Wiktoria (Vittoria) Calma z domu Kotulak-Castro (ur. 29 listopada 1920 w Trzcinicy k. Jasła, zm. 28 stycznia 2007 w Rzymie) – polska sopranistka dramatyczna.

## Życiorys
Jej głos i talent sceniczny odkrył i wykształcił Adam Didur. W Polsce dała się poznać po wojnie jako interpretatorka tytułowej partii w Halce Stanisława Moniuszki. Do pamiętnych występów z tego repertuaru należy pierwsza powojenna adaptacja tej opery w Operze Śląskiej w Bytomiu 14 czerwca 1945.
W 1939 po wybuchu wojny wyjechała razem z Didurem ze Lwowa do Warszawy. W latach 1942–1943 Didur zabrał ją do majątku Wiktorów w Woli Sękowej. Po upadku powstania warszawskiego mieszkała w Krakowie na ulicy Dietla 95/5, występując z Andrzejem Hiolskim w październiku 1944 w krakowskiej inscenizacji Halki Moniuszki wystawionej w Teatrze Starym w reżyserii Didura. W latach 1945–1947 byłą solistką Opery Śląskiej. Wystąpiła w Halce w reżyserii Adama Dobosza i Aidzie w reżyserii Romualda Cyganika. Po śmierci Adama Didura w 1946 trafiła na pewien czas pod artystyczną opiekę Ady Sari. W 1947 wyemigrowała do Włoch, osiedlając się na stałe w Mediolanie. W 1956 w Mediolanie wyszła za mąż za Włocha mieszkającego przed wojną w Warszawie. Występowała w koncertach estradowych i radiowych, a także nadal w operze, m.in. w 1972 brała udział w prawykonaniu opery Dmitrija Szostakowicza Nos w mediolańskiej La Scali.
Wychowawca artystyczny Wiktorii Adam Didur obmyślił jej późniejszy pseudonim sceniczny „Calma”.

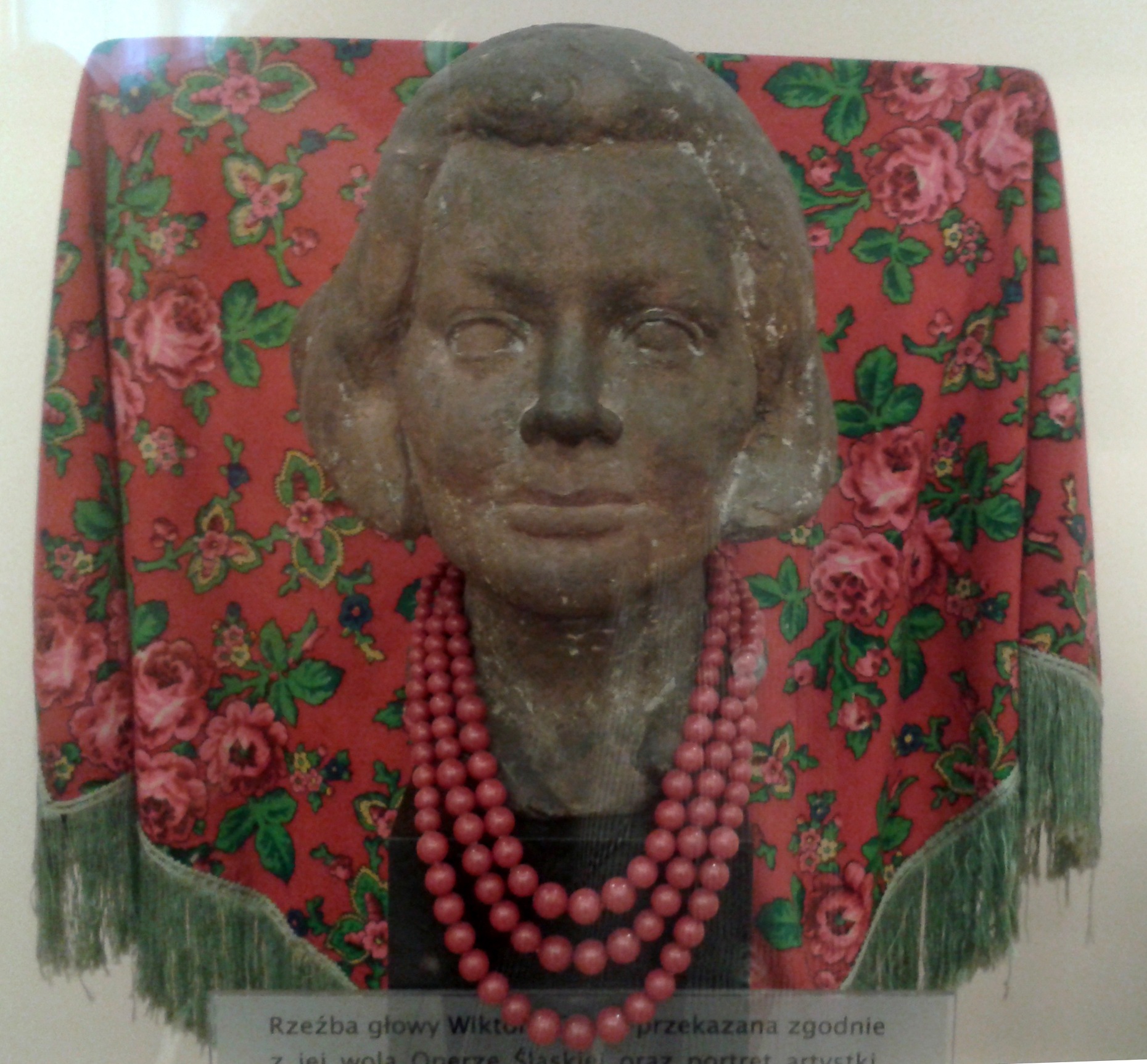
Vittoria Calma – popiersie w Operze Śląskiej